# 神山復生病院
神山復生病院（こうやまふくせいびょういん）は、1889年（明治22年）5月22日に、静岡県御殿場市神山にて設立された病院。日本に現存する最古のハンセン病療養所である。パリ外国宣教会の神父・テストウィードにより設立された。2019年（平成31年）に創設130年目を迎えた。現在は一般外来、ホスピス病棟、介護医療院、小規模多機能型居宅介護事業所、訪問看護ステーションを備える。運営母体は、一般財団法人神山復生会。日本カトリック医療施設協会に所属。

## 歴史
- 1883年（明治16年） - テストウィード神父、水車小屋に住む5、6名のハンセン病患者に会い、訪問するようになる。
- 1886年（明治19年） - 一軒の家屋を借りて患者を保護する。
- 1888年（明治21年） - 駿河郡富士岡村字神山に土地を購入。
- 1889年（明治22年）5月16日 - 郡長の名前で開設許可。22日を開設日とする。
- 1891年（明治24年） - 神父体調をくずし離日、8月4日香港にて昇天。第2代目院長にヴィクルー神父着任。
- 1893年（明治26年） - ベルトラン神父第3代院長。年度末在院患者数は97。
- 1901年（明治34年）6月22日 - 神山復生病院法人許可取得。
- 1915年（大正4年） - アンドリュー神父第4代院長。
- 1918年（大正7年） - レゼー神父第5代院長。
- 1923年（大正12年） - 井深八重、ただ一人の看護婦として着任。
- 1930年（昭和5年） - レゼー神父昇天。岩下壮一神父第6代院長へ。
- 1940年（昭和15年） - 岩下院長昇天。千葉大樹神父院長へ。
- 1951年（昭和26年） - 林富美子医師常勤へ。
- 1952年（昭和27年） - 地域のために聖マリア診療所を開設。
- 1961年（昭和36年）  井深八重婦長、フローレンス・ナイチンゲール記章受賞。
- 1989年（平成元年）5月15日 - 井深八重名誉婦長昇天、翌日神山復生病院百周年記念式典が行われた。
- 1996年（平成8年）4月1日 - らい予防法の廃止に伴い、らい病床を一般病床に編入[2]。
- 2002年（平成14年）4月 - 施設再整備により一般20床、療養40床（ハンセン病患者対象の病床17床を含む）の計60床に再編される[2]。
- 2006年（平成18年） - 神山復生病院の記念館が国の登録有形文化財（建造物）に登録される。
- 2012年（平成24年） - 一般財団法人へ移行。
- 2017年（平成29年）4月 - 小規模多機能型居宅介護事業所 マリアの家、訪問看護ステーション マリアを開設。
- 2019年（平成31年）5月16日 - 130周年記念式典が行われた。在院者数4名。医療療養病床40床を介護医療院40床に転換。

## 診療科
- 内科
- 循環器科
- 皮膚科
- 緩和ケア外来

## 復生記念館
1897年（明治30年）に建設され、2002年（平成14年）まで事務本館として使用された建物。
現在は病院の年表、歴代院長の写真、患者が使用した物品をはじめ、皇室関係の記念品や、第6代目院長の岩下神父、初代婦長の井深八重の資料・遺品を展示している。

## 活躍した院長

### レゼー神父（1918年 - 1930年）の意見
1919年（大正8年）にハンセン病療養所長の会合があったが、当時は離れ島に患者を隔離する案があった。
院長の発言「モロカイ島患者の待遇はひどく、そのために騒動があり、患者たちは互いに殺しあった。これはダミアン神父が行ってから改善された。日本政府は患者を孤島に送って何をするのか。患者は何も怖れない。私の病院は患者が72人で皆、兄弟、私が親である。喧嘩はない。孤島隔離が駄目です。」
「患者の結婚について、リデルさんが言われた通り、結婚すべからずという法律を建てる。」

### 岩下壮一神父（1930年 - 1940年）
5カ年計画を立て、医療設備を充実させた。熊本の回春病院とハンナ・リデルを訪問している。信仰的救済と医療による治療的救済の両立を目指し、患者主体の病院経営を行なった。
多くの人に会い、施設を発展させた。

## 誤診をきっかけに当病院に勤務することになった婦長
井深八重はハンセン病だと診断され当病院に入所したが、後に誤診だったと判明する。しかし、患者に接する院長の姿に感銘を受け今度は看護師として勤務することを決意する。

## 交通アクセス
- JR御殿場線御殿場駅より富士急モビリティ三島駅/特別支援学校前行で15分、「復生病院前」下車、徒歩2分。

## 文献
- 『神山復生病院120年の歩み』神山復生病院、2009年